# Miyun
Miyun léase Mi-Yúin (en chino simplificado, 密云县; pinyin, Mìyún xiàn, lit: nube densa) fue hasta 2015 uno de los dos condados de la ciudad de Pekín, República Popular China. Localizado al noreste de la ciudad y con sus 2 227 km² (más del 70% es bosque) es una de las regiones más grandes. Su población es de 470 000 habitantes.
Su economía se basa en la agricultura.

## Administración
El distrito de Miyun se divide en 17 poblados, 2 subdistritos y 1 aldea.